# 2e armée de la Garde
La 2e armée de la Garde est une unité de l'Armée rouge qui combattit durant la Seconde Guerre mondiale, notamment lors de la bataille de Stalingrad. 

## Histoire
La 2e armée de la Garde a été formée par ordre de la Stavka le 23 octobre 1942, en s'appuyant principalement sur la 1re armée de réserve.
Son assemblage et son entraînement se déroulent dans les régions de Tambov, Mitchourinsk and Morchansk.
Le 1er novembre 1942 l'ordre de bataille de l'Armée rouge donne la composition suivante pour la 1re Armée de réserve :
- 1er corps de fusiliers de la Garde sous le commandement du major-général Ivan Missane
  - 24e division de fusiliers de la Garde
  - 33e division de fusiliers de la Garde
  - 98e division de fusiliers,
- 13e corps de fusiliers de la Garde
  - 49e division de fusiliers de la Garde,
  - 3e division motorisée de fusiliers de la Garde
  - 387e division de fusiliers

Jusque fin 1943, la 2e corps mécanisé de la Garde opère dans le cadre de la 2e armée.
Au moment de la bataille de Stalingrad, la 2e armée de la Garde est une des unités les plus puissantes de l'Armée rouge. Elle participe aux combats après l'encerclement de 6e armée.
La 2e armée devait initialement attaquer en direction de Rostov dans le cadre de l'Opération Saturne prolongeant Uranus. Mais en décembre 1942, les plans de Saturne sont modifiés à la suite du lancement par la Wehrmacht de l'Opération Wintergewitter pour tenter de rompre l'encerclement de la 6e armée. Dirigée par Rodion Malinovsky, elle est alors transférée sur le Front de Stalingrad avec l'approbation de Staline. Avec la 51e armée, elle contre-attaque de façon efficace contre le Groupe d'armées Hoth, peu avant Noël 1942. 
En février 1944, elle est redéployée dans la région de l'isthme de Perekop. L'offensive de Crimée est lancée à travers l'isthme le 8 avril 1944 par des éléments de la 2e armée de la Garde et la 51e armée au sein du quatrième front ukrainien.
Avec d'autres éléments du quatrième front ukrainien et de la Flotte de la mer Noire, elle participe à la libération de Sébastopol le 9 mai 1944.
En mai et juin 1944, elle est transférée dans la région de Dorogobouj et Ielnia, à l’Est de Smolensk. Le 20 mai elle est affectée à la Réserve du Grand quartier général et le 8 juillet au premier front de la Baltique. À ce moment elle est constituée par les 11e, 13e et 54e corps de fusiliers de la Garde. Cet avec cet ordre de bataille qu’elle participe du 5 au 20 juillet 1944 a l’offensive de Vilnius ainsi qu’à l’offensive Siauliai, lors de la troisième phase de l’opération Bagration. En octobre, elle participe à l’offensive sur Memel[Information douteuse].
Au 1er décembre 1944, son ordre de bataille est le suivant :
- 11e corps de fusiliers de la Garde
  - 2e division motorisée de fusiliers de la Garde « Tamanskaya »,
  - 32e division de fusiliers de la Garde
  - 33e division de fusiliers de la Garde,
- 13e corps de fusiliers de la Garde
  - 3e division de fusiliers de la Garde,
  - 24e division de fusiliers de la Garde,
  - 87e division de fusiliers de la Garde
  - 16e division de fusiliers de la Garde,
- 1er corps de fusiliers
  - 145e division de fusiliers,
  - 306e division de fusiliers,
  - 357e division de fusiliers,

Ainsi que de l’artillerie incluant la 21e division d’artillerie de percée et la 2e division d’artillerie anti-aérienne, des forces blindées et d’autres unités
Le 20 décembre elle est affectée au troisième front biélorusse.
Durant l’offensive de Prusse orientale de janvier à avril 1945, elle perce et élimine les défenses allemande au sud-ouest de Königsberg en Sambie.

## Après-guerre
En septembre 1945, forte de six divisions réparties en deux corps, elle est repliée sur le district militaire de Moscou, où elle est démobilisée .

## Commandants
- octobre — novembre 1942 : major-général Yakov Kreizer
- novembre 1942 — février 1943 : lieutenant-général Rodion Malinovsky
- février — juillet 1943 : lieutenant-général Yakov Kreizer
- juillet 1943 — juin 1944 : lieutenant-général Gueorgui Zakharov
- juin 1944 — fin de la guerre : lieutenant-général Porfiry Chanchibadze